# آگنس یکم، کنتس نوور
آگنس یکم (انگلیسی: Agnes I, Countess of Nevers; ۱ ژانویهٔ ۱۱۷۰ – ۱ ژانویهٔ ۱۱۹۳)، کنتس نوور، اوسر و تونر از سال ۱۱۸۵ تا ۱۱۹۲ بود. وی همچنین نخستین همسر پیتر دوم کورتنی بود که بعدها امپراتور لاتین قسطنطنیه شد. وی از پیتر تنها صاحب یک دختر، ماتیلدا، شد که پس از مرگ وی جانشین او در نوور شد.